# Daubeuf-Serville

Daubeuf-Serville este o comună în departamentul Seine-Maritime, Franța. În 1 ianuarie 2022 avea o populație de 396 de locuitori.